# والره
والره (به هلندی: Waalre) یک شهرستان در هلند است که در برابانت شمالی واقع شده‌است. والره ۱۹ متر بالاتر از سطح دریا واقع شده‌است.